# اعدام خانواده رومانوف
خانواده رومانوف امپراتوری روسیه (نیکلای دوم، همسرش الکساندرا فئودورونا، و پنج فرزندشان: اولگا، تاتیانا، ماریا، آناستازیا، و الکسی) توسط انقلابیون بلشویک تحت رهبری یاکوف یوروفسکی به دستور شورای منطقه‌ای اورال در یکاترینبورگ در شب ۱۶–۱۷ ژوئیهٔ ۱۹۱۸ تیرباران شده و با سرنیزه کشته شدند. در آن شب، همچنین همراهان آن‌ها، یوجین بوتکین پزشک دربار، ندیمه آنا دمیدوا، الکسی تروپ، و سرآشپز، ایوان خاریتونوف نیز به قتل رسیدند. اجساد آن‌ها سپس به جنگل کوپتیاکی برده شد و آنها به‌وسیلهٔ نارنجک، آتش و اسید، مثله، متلاشی و دفن شدند تا از شناسایی آن‌ها جلوگیری شود.
پس از انقلاب فوریه، خانواده رومانوف و خادمان آن‌ها پیش از انتقال به توبولسک، سیبری پس از انقلاب اکتبر، در کاخ الکساندر، زندانی شده بودند. آن‌ها سپس پیش از اعدام در ژوئیهٔ ۱۹۱۸ به خانه‌ای در یکاترینبورگ، در نزدیکی کوه‌های اورال منتقل شدند. بلشویک‌ها در ابتدا فقط مرگ نیکلای دوم را اعلام کردند. طی هشت سال آینده، رهبری شوروی انبوهی از اطلاعات نادرست و ضد و نقیض مربوط به سرنوشت این خانواده را منتشر کرد، از ادعای این که رومانوف‌ها در سپتامبر ۱۹۱۹ توسط انقلابیون جناح چپ به قتل رسیده‌اند، تا این‌که حکومت در آوریل ۱۹۲۲ به‌طور کامل مرگ آن‌ها را انکار کرد. حکومت شوروی سرانجام در سال ۱۹۲۶ به‌دنبال انتشار تحقیقات انجام‌شده در فرانسه در سال ۱۹۱۹ توسط یک مهاجر سفید، این قتل را تصدیق کرد، اما گفت که اجساد نابود شده‌اند و کابینه لنین در این زمینه مسئول نیست. سرپوش گذاشتن شوروی بر این قتل‌ها به شایعات دامن زد و کلاهبرداران مختلفی ادعا کردند که یکی از کودکان رومانوف و از بازماندگان آن‌ها هستند.
محل دفن، در سال ۱۹۷۹ توسط الکساندر آودونین، کارآگاه آماتور کشف شد. اتحاد جماهیر شوروی وجود این بقایا را تا سال ۱۹۸۹ و دورهٔ گلاسنوست به‌طور علنی تأیید نکرد. هویت بقایای این اجساد، بعداً با تجزیه و تحلیل و تحقیقات پزشکی قانونی و تست دی‌ان‌ای و با کمک کارشناسان انگلیسی تأیید شد. در سال ۱۹۹۸، ۸۰ سال پس از اعدام، بقایای خانوادهٔ رومانوف در یک تشییع جنازهٔ دولتی در کلیسای جامع پتر و پل در سن پترزبورگ به خاک سپرده شد. در این تشییع جنازه، اعضای کلیدی کلیسای ارتدکس روسیه که در مورد صحت بقایای اجساد، تردید داشتند، شرکت نکردند. در سال ۲۰۰۷، گور دوم کوچک‌تر که حاوی بقایای دو کودک رومانوف گم‌شده از گور بزرگ‌تر بود، توسط باستان‌شناسان آماتور کشف شد. با تجزیه و تحلیل دی‌ان‌ای، تأیید شد که آن‌ها بقایای الکسی و یکی از خواهران او هستند. در سال ۲۰۰۸، پس از کشمکش‌های حقوقی قابل‌توجه و طولانی، دفتر دادستانی کل روسیه، از خانوادهٔ رومانوف با عنوان «قربانیان سرکوب‌های سیاسی» یاد کرد. یک پروندهٔ جنایی توسط دولت روسیه پس از فروپاشی شوروی در سال ۱۹۹۳ باز شد، اما هیچ‌کس به‌دلیل این‌که تمامی عاملان آن قتل‌ها، مرده بودند، تحت تعقیب قرار نگرفت.
بر اساس نسخهٔ رسمی دولتی اتحاد جماهیر شوروی، تزار سابق نیکلای رومانوف به همراه اعضای خانواده و همراهانش به دستور شورای منطقه‌ای اورال و به‌ دست جوخهٔ اعدام، کشته شده‌اند. اکثر مورخان دستور اعدام را به دولت مسکو، به‌ویژه به ولادیمیر لنین و یاکوف اسوردلوف نسبت می‌دهند که می‌خواستند از نجات خانوادهٔ امپراتوری روسیه، توسط لژیون چکسلواکی در جریان جنگ داخلی روسیه جلوگیری کنند. این مورد توسط بخشی از دفتر خاطرات لئون تروتسکی تأیید می‌شود. یک تحقیق دیگر در سال ۲۰۱۱ به این نتیجه رسید که علی‌رغم باز شدن بایگانی‌های دولتی در سال‌های پس از فروپاشی شوروی، هیچ سند مکتوبی که ثابت کند لنین یا اسوردلوف دستور اعدام را صادر کرده‌اند، یافت نشد. با این‌حال، آن‌ها قتل‌ها را پس از چند سال از وقوع، تأیید کرده بودند. منابع دیگر، استدلال می‌کنند که لنین و دولت مرکزی شوروی می‌خواسته‌اند محاکمه رومانوف‌ها را توسط تروتسکی به‌عنوان دادستان انجام دهند، اما شورای محلی اورال، تحت فشار انقلابیون سوسیالیست چپ و آنارشیست‌ها، به ابتکار خود، این اعدام‌ها را انجام داده‌است.

## زمینه‌ها
در ۲۲ مارس ۱۹۱۷، نیکلای که از سلطنت خلع شده بود و نگهبانان، وی را «نیکلای رومانوف» خطاب می‌کردند، به خانوادهٔ خود در کاخ الکساندر در تزارسکوئه‌سلو ملحق شد. او توسط دولت موقت به همراه خانواده‌اش در حصر خانگی قرار گرفت و محبوس شد.
در اوت ۱۹۱۷، دولت موقت الکساندر کرنسکی، پس از تلاش ناموفق برای فرستادن رومانوف‌ها به بریتانیا، که توسط نیکلای و پسرعموی اول مشترک الکساندرا، پادشاه جورج پنجم، اداره می‌شد، رومانوف‌ها را به توبولسک سیبری فرستاد تا از آن‌ها از موج فزایندهٔ انقلاب، محافظت کند. آن‌ها در آن‌جا در عمارت فرماندار سابق با آسایش قابل‌توجهی زندگی می‌کردند. پس از به قدرت رسیدن بلشویک‌ها در اکتبر ۱۹۱۷، شرایط آن‌ها سخت‌تر و صحبت در دولت در مورد محاکمهٔ نیکلای بیشتر شد و بی‌احترامی به این خانواده، شدت گرفت. نگهبان‌ها برای توهین به دختران نیکلای، نقاشی‌های زشتی را روی حصارها می‌کشیدند. در ۱ مارس ۱۹۱۸، ۱۰ خدمتکار آن‌ها اخراج شدند و آن‌ها مجبور شدند کره و قهوه را کنار بگذارند.
با افزایش قدرت بلشویک‌ها، دولت در ماه آوریل، نیکلای، الکساندرا و دخترشان ماریا را به رهبری واسیلی یاکولف به یکاترینبورگ منتقل کرد. پسر خردسال آن‌ها، الکسی که هموفیلی شدید داشت، برای همراهی با والدینش ناتوان بود و با خواهرانش اولگا، تاتیانا و آناستازیا ماند و تا مه ۱۹۱۸ توبولسک را ترک نکرد. این خانواده سپس با چند نفر باقی‌مانده در خانهٔ ایپاتیف در یکاترینبورگ زندانی شدند که با عنوان ''خانهٔ هدف ویژه'' نام‌گذاری شده بود.

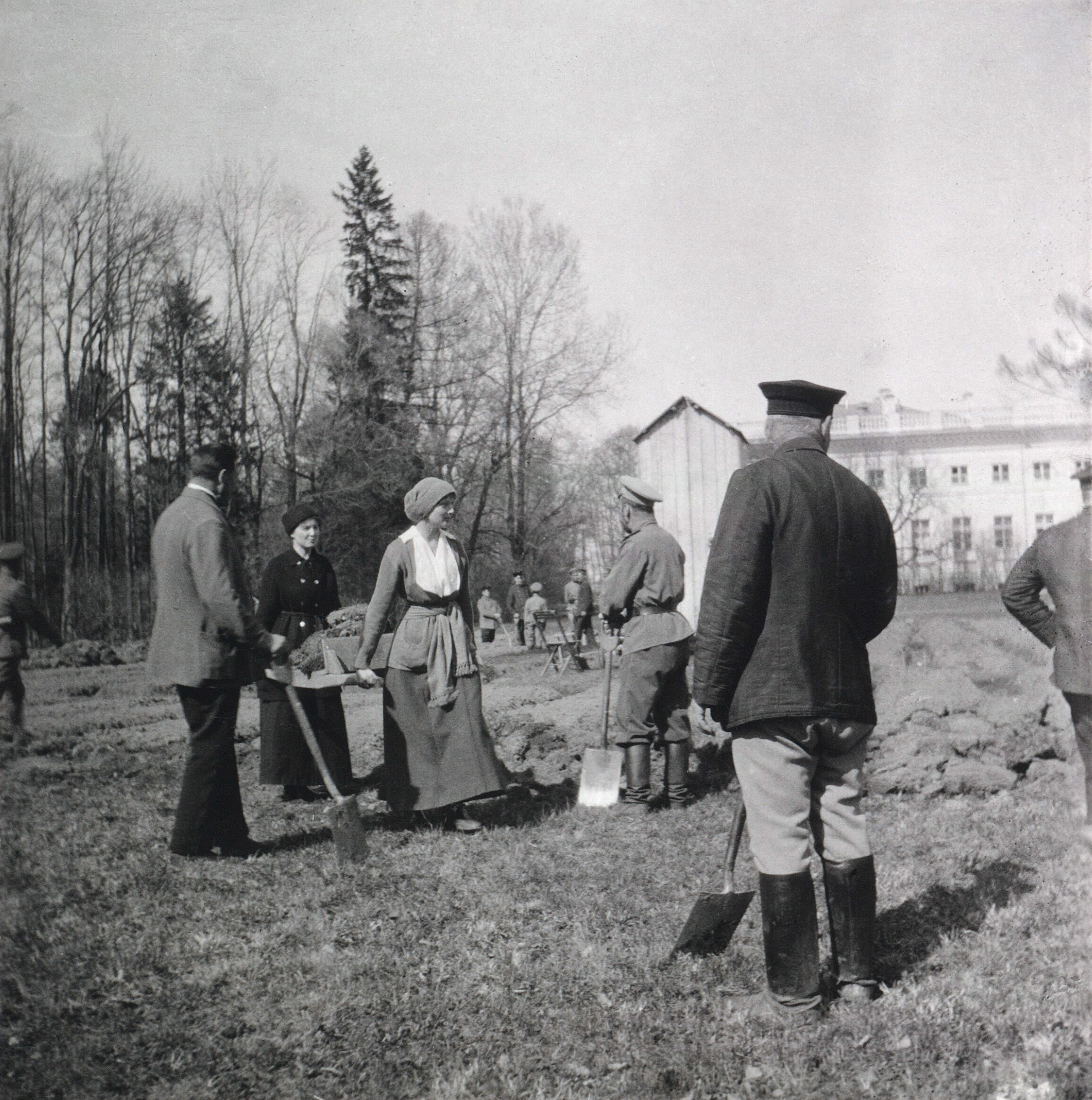
نیکلای دوم، تاتیانا و آناستازیا هندریکوا در مه ۱۹۱۷ در باغ کاخ الکساندر.

### خانهٔ هدف ویژه
خانوادهٔ امپراتوری در خانهٔ ایپاتیف در انزوای شدید نگه داشته شدند. صحبت کردن به‌زبانی غیر از روسی به‌شدت ممنوع بود. آن‌ها اجازهٔ دسترسی به چمدان خود را که در یک خانهٔ بیرون از آن‌جا نگهداری می‌شد، نداشتند. دوربین‌ها و تجهیزات عکاسی آن‌ها نیز مصادره شد. به خدمتگزاران دستور داده شد که رومانوف‌ها را فقط با نام و نام خانوادگی خود خطاب کنند. خانواده، تحت بازرسی منظم وسایل خود، و تلاش برای برداشتن دستبندهای طلای الکساندرا و دخترانش از دست آن‌ها قرار گرفتند.

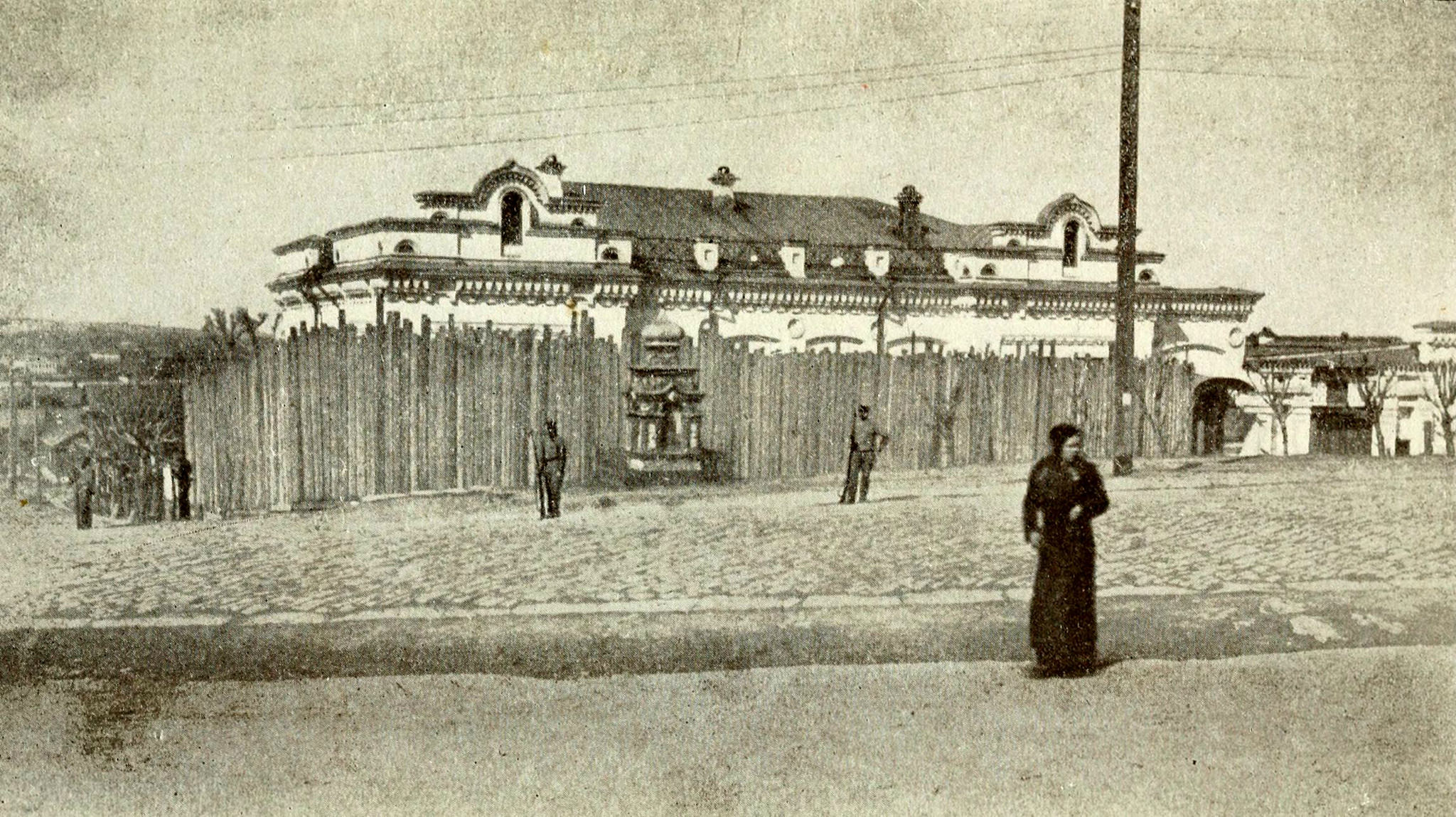
خانهٔ ایپاتیف، درست پیش از ورود نیکلای، الکساندرا و ماریا در ۳۰ آوریل ۱۹۱۸. در سمت چپ بالای خانه یک پنجره اتاق زیر شیروانی است که در آن یک تفنگ ماکسیم قرار داشت. درست زیر آن، اتاق خواب تزار و تزارینا بود.

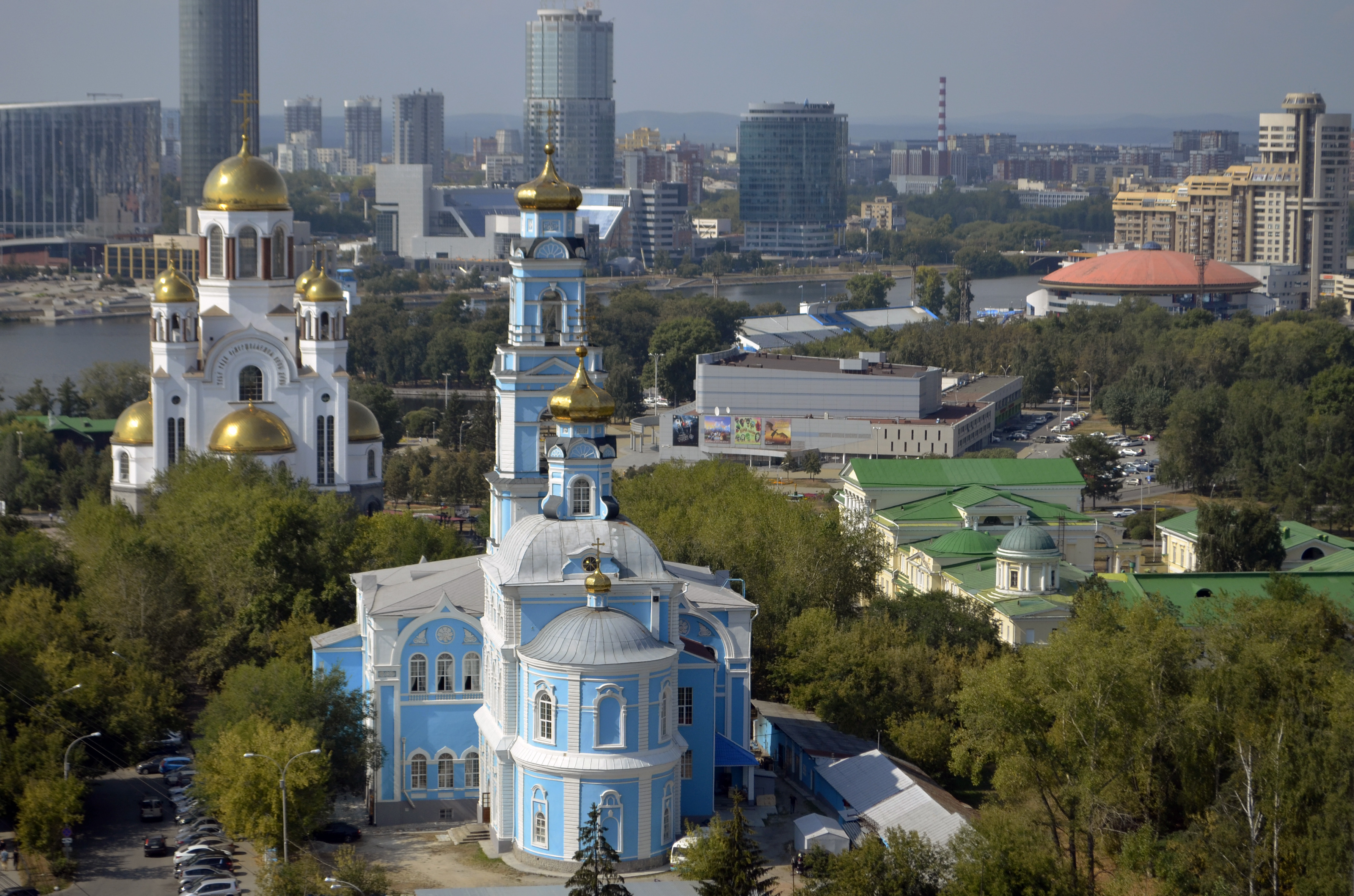
کلیسای تمام مقدسین در سال ۲۰۱۶ (بالا سمت چپ)، که خانه ایپاتیف قبلاً در آن مکان قرار داشت. کلیسای جامع ووزنسنسکی در پیش‌زمینه است. در آن‌جا یک مسلسل در ناقوس به سمت اتاق خواب تزار و تزاریتسا در گوشهٔ جنوب شرقی خانه نصب شده بود.

پنجره‌های تمام اتاق‌های خانواده مهر و موم شده بود و با روزنامه پوشانده شد (بعداً در ۱۵ مه با رنگ سفید رنگ‌آمیزی شد). پس از درخواست‌های مکرر رومانوف‌ها، یکی از دو پنجرهٔ اتاق خواب تزار و تزارینا در ۲۳ ژوئن ۱۹۱۸ باز شد. به نگهبانان دستور داده شد که بر همین اساس نظارت خود را افزایش دهند و به زندانیان هشدار داده شد که از پنجره به بیرون نگاه نکنند یا سعی نکنند به کسی در بیرون علامت دهند، در غیر این‌صورت به آن‌ها شلیک خواهد شد. از این پنجره، آن‌ها تنها می‌توانستند مناره کلیسای جامع ووزنسنسکی واقع در جادهٔ مجاور خانه را ببینند. در ۱۱ ژوئیه، پس از این‌که الکساندرا هشدارهای مکرر فرمانده، یاکوف یوروفسکی، مبنی بر عدم نزدیک شدن به پنجره را نادیده گرفت، یک توری آهنی روی آن نصب شد.
فرماندهٔ گارد و دستیاران ارشدش در هر زمان به تمام اتاق‌های خانواده، دسترسی کامل داشتند. زندانیان موظف بودند هر بار که می‌خواهند اتاق‌های خود را ترک کنند تا از حمام و دستشویی استفاده کنند، زنگ بزنند. جیره‌بندی شدید آب برای زندانیان پس از شکایت نگهبانان مبنی بر تمام شدن مرتب آب اعمال شد. تفریح فقط دو بار در روز در باغ به مدت نیم ساعت صبح و بعدازظهر مجاز بود. به زندانیان دستور داده شد که با هیچ‌یک از نگهبانان گفتگو نکنند. جیرهٔ غذایی عمدتاً چای و نان سیاه برای صبحانه و کتلت یا سوپ با گوشت برای ناهار بود. به زندانیان اطلاع داده شد که «دیگر اجازه ندارند مانند تزارها زندگی کنند». در اواسط ژوئن، راهبه‌های صومعه نوو-تیخوینسکی به‌صورت روزانه غذای خانواده را می‌آوردند، که بیشتر آن‌ها توسط نگهبانان مصرف می‌شد. این خانواده اجازه ملاقات یا دریافت و ارسال نامه را نداشتند. شاهزاده هلن صربستان در ماه ژوئن از خانه بازدید کرد، اما نگهبانان با اسلحه از ورود او به خانه ممانعت کردند.

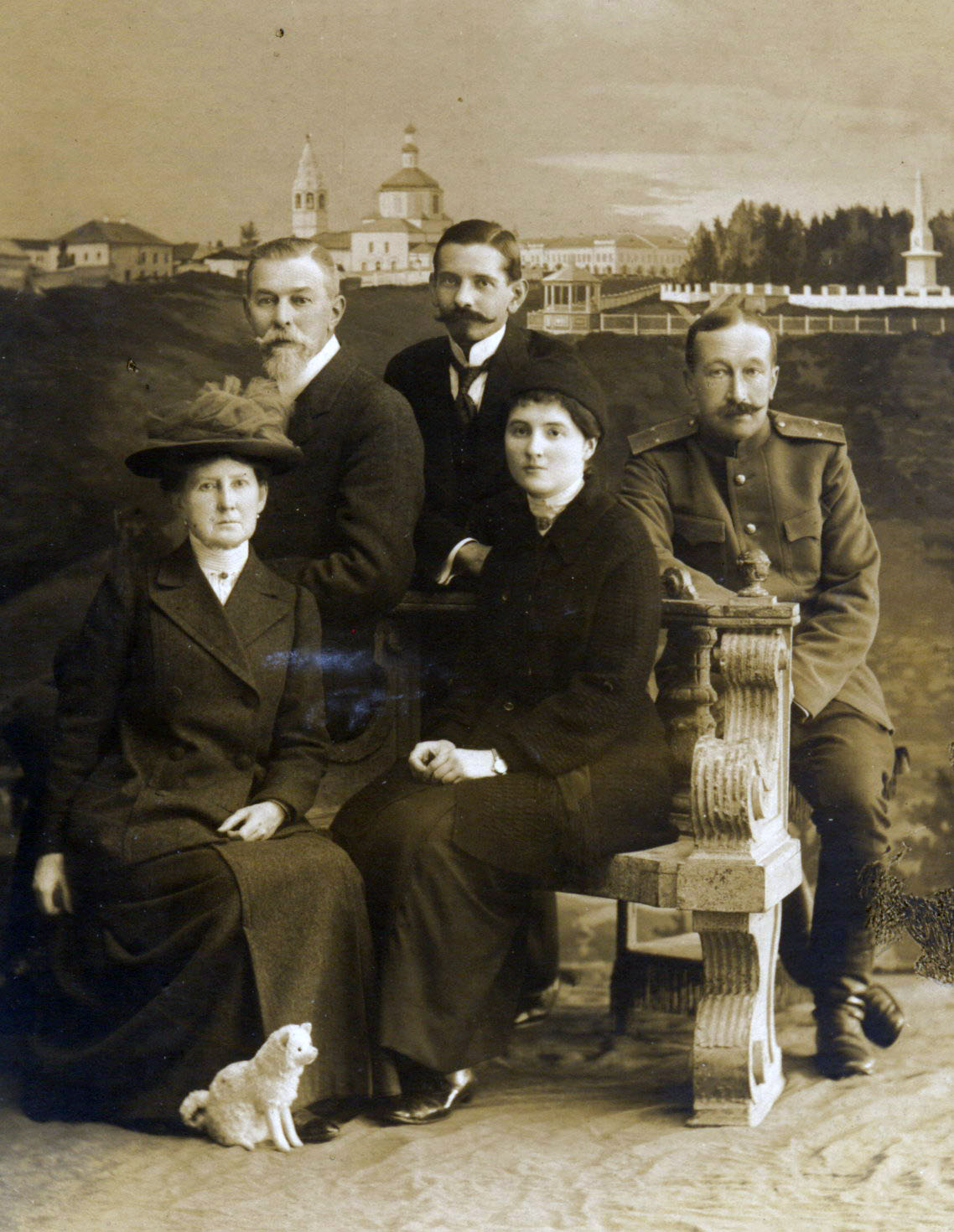
همراهان رومانوف از چپ به راست: کاترین اشنایدر، ایلیا تاتیشچف، پیر گیلیارد، آناستازیا هندریکوا و واسیلی دولگوروکوف. آن‌ها داوطلبانه خانوادهٔ رومانوف را تا هنگام حبس، همراهی کردند اما بلشویک‌ها در یکاترینبورگ آن‌ها را به‌زور از هم جدا کردند. همهٔ آن‌ها به‌جز گیلیارد بعداً توسط بلشویک‌ها به قتل رسیدند.

در ۱۴ ژوئیه، یک کشیش و شماس برای رومانوف‌ها مراسم عبادت برگزار کردند. صبح روز بعد، چهار خدمتکار برای شستن کف خانهٔ پوپوف و خانه ایپاتیف استخدام شدند. آن‌ها آخرین غیرنظامیانی بودند که خانواده را زنده دیدند. در هر دو مورد، آن‌ها تحت دستورهای سختگیرانه بودند که با خانواده وارد گفتگو نشوند. یوروفسکی همیشه در طول عبادت و زمانی که خدمتکاران خانه در حال تمیز کردن اتاق خواب با خانواده بودند مراقب بود.
۱۶ مرد نگهبان داخل خانه، در شیفت کاری در زیرزمین، راهرو و فرماندهی می‌خوابیدند. نگهبانان خارج از خانه، به رهبری پاول مدودف، ۵۶ نفر بودند که خانهٔ پوپوف را اشغال کرده بودند. به نگهبانان اجازه داده شد زنان را برای جلسات سکس و نوشیدنی به خانهٔ پوپوف و اتاق‌های زیرزمین خانه ایپاتیف بیاورند. ده پست نگهبانی در داخل و اطراف خانهٔ ایپاتیف قرار داشت و قسمت بیرونی، در روز و شب گشت‌زنی می‌شد. در اوایل ماه مه، نگهبانان، پیانو را از اتاق غذاخوری که زندانیان می‌توانستند آن را بنوازند، به دفتر فرماندهی در کنار اتاق خواب رومانوف‌ها منتقل کردند. نگهبانان در حالی که آهنگ‌های انقلابی روسی می‌خواندند و مشروب می‌خوردند و سیگار می‌کشیدند، پیانو می‌زدند. آن‌ها همچنین به گرامافون مصادره‌شدهٔ رومانوف‌ها گوش می‌دادند. دستشویی آن‌ها نیز توسط نگهبانان استفاده می‌شد که شعارهای سیاسی را روی دیوارها می‌نوشتند. تعداد نگهبانان خانهٔ ایپاتیف در زمان کشته شدن خانوادهٔ امپراتور، به ۳۰۰ نفر رسید.
هنگامی که یوروفسکی در ۴ ژوئیه جایگزین الکساندر آودیف شد، اعضای قدیمی گارد داخلی را به خانهٔ پوپوف منتقل کرد و آن‌ها دیگر به اتاق رومانوف‌ها دسترسی نداشتند. نگهبانان جدید با این تفاهم استخدام شدند که در صورت لزوم، آماده خواهند شد تا تزار را بکشند و سوگند یاد کردند که در این زمینه، رازنگه‌دار باشند. در آن مرحله چیزی در مورد کشتن خانواده یا خدمتکاران گفته نشد. برای جلوگیری از تکرار فراترنالیسم که در زمان آودیف رخ داده بود، یوروفسکی عمدتاً خارجی‌ها را انتخاب کرد. نیکلای در روز ۸ ژوئیه در دفتر خاطرات خود خاطرنشان کرد که «لتونیایی‌های جدید نگهبانی می‌دهند» و آن‌ها را با عنوان Letts توصیف می‌کند - اصطلاحی که معمولاً در روسیه برای طبقه‌بندی افراد اروپایی و غیر روس استفاده می‌شود. رهبر گاردهای جدید، آدولف لپا، لیتوانیایی بود.
در اواسط ژوئیهٔ ۱۹۱۸، نیروهای لژیون چکسلواکی در حال نزدیک شدن به یکاترینبورگ بودند تا از راه‌آهن سراسری سیبری که کنترل آن را در دست داشتند، محافظت کنند. آن‌ها در ۲۵ ژوئیه، شهر را تصرف کردند.
در ۱۳ ژوئیه، در آن سوی جادهٔ خانهٔ ایپاتیف، تظاهراتی از سربازان ارتش سرخ، انقلابیون سوسیالیست و آنارشیست‌ها در میدان ووزنسنسکی برگزار شد و خواستار برکناری شوروی یکاترینبورگ و واگذاری کنترل شهر به آن‌ها شدند. این شورش، با خشونت توسط گروهی از گاردهای سرخ به رهبری پیتر ارماکوف سرکوب شد، و نیروهای او به‌سمت معترضان آتش گشودند.

### برنامه‌ریزی برای اعدام
شورای منطقه‌ای اورال در جلسه‌ای در ۲۹ ژوئن، موافقت کرد که خانوادهٔ رومانوف باید اعدام شوند. فیلیپ گولوشچیوکین در ۳ ژوئیه با پیامی مبنی بر اصرار بر اعدام تزار وارد مسکو شد. تنها هفت نفر از ۲۳ عضو کمیته اجرایی مرکزی حضور داشتند که سه نفر از آن‌ها لنین، اسوردلوف و فلیکس ژرژینسکی بودند. آن‌ها موافقت کردند که هیئت رئیسهٔ شورای منطقه‌ای اورال، باید جزئیات عملی اعدام خانواده را سازماندهی کند و در مورد روز دقیقی که وضعیت نظامی حکم می‌کند، تصمیم بگیرد و برای تأیید نهایی با مسکو تماس بگیرد.
قتل همسر و فرزندان تزار نیز مورد بحث قرار گرفت، اما برای جلوگیری از هرگونه عواقب سیاسی، این موضوع، یک راز دولتی نگه داشته شد. ویلهلم فون میرباخ، سفیر آلمان، بارها از بلشویک‌ها در مورد رفاه خانواده سؤال کرد. دیپلمات دیگر، کنسول بریتانیا توماس پرستون، که در نزدیکی خانهٔ ایپاتیف زندگی می‌کرد، اغلب توسط پیر گیلیارد، سیدنی گیبس و شاهزاده واسیلی دولگوروکوف تحت فشار قرار می‌گرفت تا به رومانوف‌ها کمک کند. دولگوروکوف پیش از این‌که توسط گریگوری نیکولین، دستیار یوروفسکی به قتل برسد، یادداشت‌هایی از سلول زندانش به بیرون، قاچاق کرد. درخواست‌های پرستون برای اجازهٔ دسترسی به خانواده به‌طور مداوم رد می‌شد. گولوشچیوکین در ۱۲ ژوئیه با خلاصه‌ای از بحث خود در مورد رومانوف‌ها با مسکو، به همراه دستورالعمل‌هایی مبنی بر این‌که هیچ چیز مربوط به مرگ آن‌ها نباید مستقیماً به لنین اطلاع داده شود، به یکاترینبورگ گزارش داد.
در ۱۴ ژوئیه، یوروفسکی در حال نهایی کردن محل اعدام و دفن و چگونگی از بین بردن حداکثری شواهد بود. او مکرراً با پیتر ارماکوف، که مسئول تیم امحا و نابودی اجساد بود و ادعا می‌کرد که حومه‌های دورافتادهٔ شهر را می‌شناسد، مشورت می‌کرد. یوروفسکی می‌خواست خانواده و خدمتکاران را در فضای کوچک و محدودی که نمی‌توانستند از آن فرار کنند جمع کند. اتاق زیرزمینی که برای این منظور انتخاب شده بود دارای یک پنجرهٔ میله‌دار بود که مسدود می‌شد تا صدای تیراندازی و فریادها به بیرون منتشر نشود. تیراندازی و ضربات چاقو به آن‌ها در شب و در هنگام خواب یا کشتن آن‌ها در جنگل منتفی بود. برنامهٔ یوروفسکی این بود که همهٔ ۱۱ زندانی را به‌طور همزمان اعدام کند. او همچنین در نظر داشت که باید از تجاوز جنسی به زنان یا جستجوی جواهرات در اجساد جلوگیری کند. او که قبلاً مقداری جواهرات را ضبط کرده بود، گمان می‌کرد که جواهرات بیشتری در لباس آن‌ها پنهان شده‌است. (آن‌ها پس از اعدام، اجساد را برای به‌دست آوردن جواهرات بیشتر، برهنه کردند. این اقدام به همراه امحا و مثله کردن، با هدف جلوگیری از شناسایی بقایای اجساد در آینده توسط بازرسان انجام شد).
در ۱۶ ژوئیه، شوروی اورال به یوروفسکی اطلاع داد که نیروهای ارتش سرخ در همهٔ جهات عقب‌نشینی می‌کنند و اعدام نمی‌تواند بیش از این به تعویق بیفتد. یک تلگرام رمزگذاری شده برای تأیید نهایی توسط گلوشچیوکین و گئورگی صفروف در حدود ساعت ۶ بعد از ظهر برای لنین در مسکو ارسال شد. هیچ سابقهٔ مستندی از پاسخ مسکو به این تلگرام وجود ندارد، اما یوروفسکی اصرار داشت که دستوری از سوی CEC برای ادامهٔ کار، توسط گولوشچیوکین در حوالی ساعت ۷ بعد از ظهر به او داده شده‌است. این ادعا با ادعای آلکسی آکیموف یکی از گاردهای سابق کرملین مطابقت داشت که در اواخر دههٔ ۱۹۶۰ اظهار داشت که اسوردلوف به او دستور داده‌است که تلگرافی ارسال کند که تأییدیهٔ CEC را در مورد «محاکمه» (کد اعدام) تأیید کند. ساعت ۸ شب، یوروفسکی رانندهٔ خود را فرستاد تا کامیونی برای حمل اجساد، تهیه کند. هدف دیگر، این بود که آن کامیون را در نزدیکی ورودی زیرزمین، با موتور روشن، پارک کنند تا صدای شلیک گلوله را پنهان کنند. یوروفسکی و پاول مدودف برای استفاده در آن شب، ۱۴ تفنگ جمع‌آوری کردند: دو تپانچه براونینگ (یکی M1900 و دیگری M1906)، دو تپانچهٔ کلت ام۱۹۱۱، دو موزر سی۹۶، یک اسمیت و وسون و هفت ناگانت ام۱۸۹۵.
در دفتر فرماندهی، یوروفسکی پیش از توزیع تفنگ‌ها، قربانیان را برای هر قاتل تعیین کرد. آرماکوف تنها کسی بود که مأمور کشتن دو زندانی (الکساندرا و بوتکین) شد. یوروفسکی به افراد خود دستور داد که «برای جلوگیری از خونریزی بیش از حد و افزایش سرعت کار، مستقیماً به قلب شلیک کنند.» حداقل دو تن از لِت‌ها، یک اسیر جنگی اتریشی مجارستانی به نام آندراس ورهاس و آدولف لپا که خود مسئول گروه لِت بود، از پذیرفتن مسئولیت شلیک به زنان، خودداری کردند. یوروفسکی آن‌ها را به‌دلیل شکست «در آن لحظهٔ مهم در انجام وظیفهٔ انقلابی خود» به خانه پوپوف فرستاد.

## اجرای اعدام

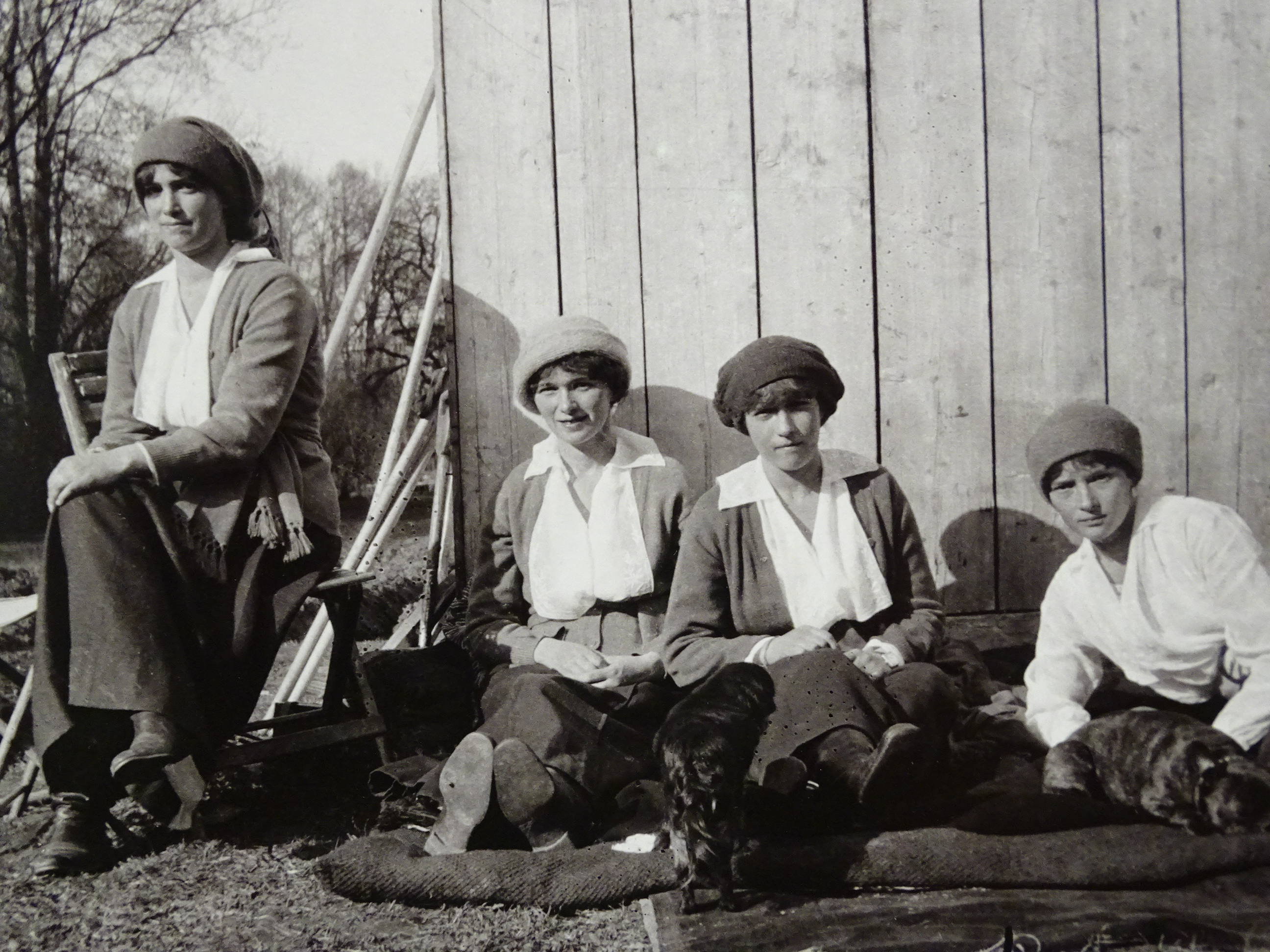
از چپ به راست: دوشِس بزرگ ماریا، اولگا، آناستازیا و تاتیانا نیکولاونا در اسارت در تزارسکوئه‌سلو در بهار ۱۹۱۷. یکی از آخرین عکس‌ها از دختران نیکلای دوم

حوالی نیمه‌شب ۱۷ ژوئیه، یوروفسکی به پزشک رومانوف، یوجین بوتکین، دستور داد تا خانوادهٔ خوابیده را بیدار کند و از آن‌ها بخواهد که لباس‌های خود را بپوشند، به این بهانه که خانواده به‌دلیل هرج و مرج قریب‌الوقوع در یکاترینبورگ به مکانی امن منتقل خواهند شد. به زندانیان گفته شد که در اتاق سرداب منتظر کامیونی که آن‌ها را به خانهٔ جدید منتقل می‌کند، بمانند. چند دقیقه بعد، جوخهٔ اعدام پلیس مخفی را آوردند و یوروفسکی دستوری که کمیتهٔ اجرایی اورال به او داده بود را با صدای بلند خواند:
نیکلای الکساندرویچ، به‌دلیل این موضوع که بستگان تو، به حملات خود علیه روسیهٔ شوروی ادامه داده‌اند، کمیتهٔ اجرایی اورال، تصمیم به اعدام تو گرفته‌است! 
نیکلای رو به خانواده‌اش برگشت و گفت: چی؟ چی؟ یوروفسکی به‌سرعت، دستور را تکرار کرد و سلاح‌ها بلند شدند. یوروفسکی اسلحهٔ کلت خود را به سمت نیم‌تنهٔ نیکلای بلند کرد و شلیک کرد و نیکولای با حداقل سه گلوله در سینه‌اش کشته شد. پیتر ارماکوف، کمیسر نظامی ورخ-ایستسک، الکساندرا را با شلیک گلوله به سرش کشت. سپس به ماریا شلیک کرد که به سمت در می‌دوید و گلوله به ران او اصابت کرد. اعدام‌های باقی‌مانده به‌طور آشفته‌ای انجام شد، تا جایی که اتاق چنان پر از دود و گرد و غبار شد که هیچ‌کس نمی‌توانست در تاریکی چیزی ببیند و در میان سر و صدا هیچ فرمانی را بشنود.
الکسی کابانوف که برای بررسی سطح سر و صدا به خیابان دوید، صدای واق زدن سگ‌ها را از محل اقامت رومانوف‌ها و صدای شلیک گلوله‌ها را به‌طور بلند و واضح با وجود صدای موتور کامیون شنید. سپس کابانوف با عجله به طبقهٔ پایین رفت و به مردان خود گفت که تیراندازی را متوقف کنند و خانواده و سگ‌هایشان را با قنداق تفنگ و سرنیزهٔ خود بکشند. در عرض چند دقیقه، یوروفسکی به‌دلیل دود باروت سوخته و گرد و غبار ناشی از گلوله‌ها، مجبور به توقف تیراندازی شد. وقتی تیراندازی‌ها متوقف شدند، قاتلان درها را باز کردند تا دود پخش شود. در حالی‌که منتظر بودند تا دود کاهش یابد، قاتلان، صدای ناله‌هایی را از داخل اتاق، می‌شنیدند. مشخص شد که اگرچه چندین نفر از همراهان خانواده، کشته شده بودند، اما همهٔ فرزندان امپراتور، زنده بودند و فقط ماریا مجروح شده بود.

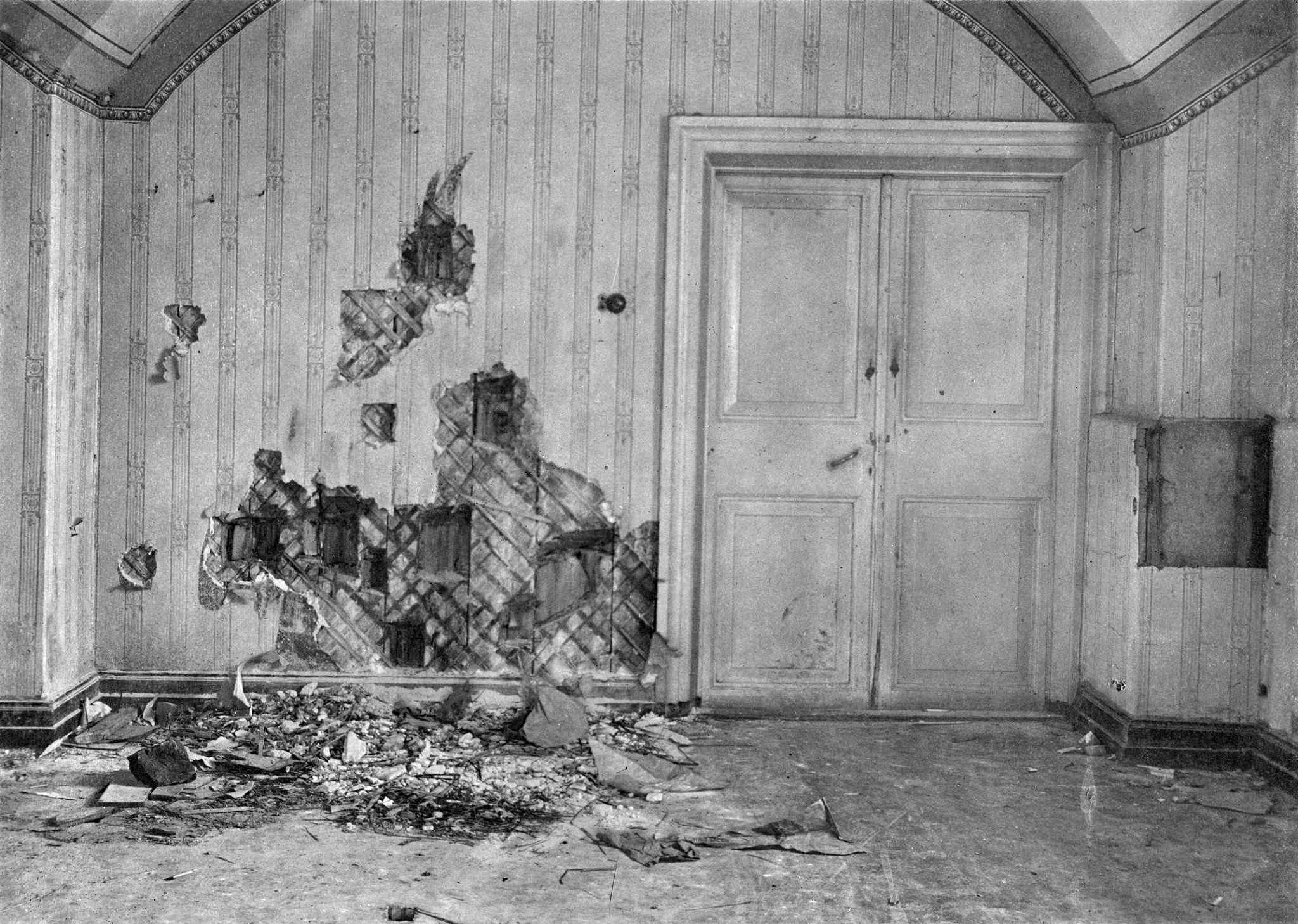
زیرزمینی که خانوادهٔ رومانوف در آن کشته شدند. این دیوار در جستجوی گلوله‌ها و سایر شواهد، توسط محققان در سال ۱۹۱۹ پاره شده بود. درهای دوتایی منتهی به یک انبار در حین اعدام قفل شده بود.

صدای شلیک اسلحه‌ها توسط خانواده‌های اطراف شنیده شده بود و بسیاری از مردم را بیدار کرده بود. به جلادان دستور داده شد که از سرنیزه‌های خود استفاده کنند. این روش، ناکارآمد و به این معنا بود که بچه‌ها باید با شلیک گلوله در سر آن‌ها کشته شوند. شاهزاده الکسی، نخستین فرزندی بود که اعدام شد. یوروفسکی با ناباوری نظاره‌گر این بود که نیکولین یک خشاب کامل از تفنگ براونینگ خود را صرف الکسی می‌کند، که هنوز بر روی صندلی خود نشسته بود. ارماکوف به او شلیک کرد و با چاقو به او ضربه زد و وقتی در این کار موفق نشد، یوروفسکی او را کنار زد و با شلیک گلوله به سر، پسربچه را کشت. آخرین کسانی که کشته شدند، تاتیانا، آناستازیا و ماریا بودند که چند پوند الماس دوخته‌شده به لباس خود حمل می‌کردند که تا حدودی آن‌ها را در برابر شلیک محافظت می‌کرد. با این حال، آن‌ها با سرنیزه زخمی شدند. اولگا از ناحیه سر زخمی شد. تاتیانا بر اثر یک گلوله به پشت سرش توسط یوروفسکی جان باخت. الکسی دو گلوله به سرش در پشت گوش خورده بود. آنا دمیدوا، خدمتکار الکساندرا، از حملهٔ اولیه جان سالم به در برد، اما در حالی که سعی داشت با بالش کوچکی که با خود حمل می‌کرد و پر از جواهرات گران‌بها بود، از خود دفاع کند، اما از پشت چاقو خورد و جان باخت. در حالی‌که اجساد را روی برانکارد می‌گذاشتند، یکی از دخترها ناله‌ای کرد و صورتش را با بازویش پوشاند. ارماکوف تفنگ الکساندر استرکوتین را گرفت و با سرنیزه به قفسه سینهٔ او زد، اما تفنگ نتوانست به آن نفوذ کند، او سپس هفت‌تیر خود را بیرون آورد و به سر او شلیک کرد.
در حالی‌که یوروفسکی داشت قربانیان را از نظر نبض بررسی می‌کرد، ارماکوف در اتاق قدم می‌زد و اجساد را با سرنیزه‌اش تکان می‌داد. این اعدام‌ها حدود ۲۰ دقیقه به‌طول انجامید.

### اقدام به نابودی و دفن اجساد
اجساد رومانوف‌ها و همراهان آن‌ها در یک کامیون فیات گذاشته شد.

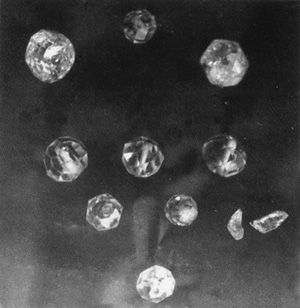
در نابودی و دفن عجولانهٔ اجساد، چندین وسیله مانند این توپازها توسط مردان یوروفسکی نادیده گرفته شدند که بعداً طی بررسی‌ها توسط سوکولوف در سال ۱۹۱۹ یافت شد.

کامیون حامل اجساد، در منطقه‌ای باتلاقی در نزدیکی خط راه‌آهن گورنو-اورالسک گرفتار شد (۵۶°۵۶′۳۲″شمالی ۶۰°۲۸′۲۴″شرقی / ۵۶٫۹۴۲۲۲۲°شمالی ۶۰٫۴۷۳۳۳۳°شرقی) پس از آن تمام اجساد، تخلیه و به محل دفن منتقل شدند.
یوروفسکی و پنج مرد دیگر، اجساد را روی زمین گذاشتند و لباس‌هایشان را درآوردند، لباس‌ها روی هم انباشته و سوزانده شدند و یوروفسکی جواهرات آن‌ها را فهرست کرد. فقط لباس‌های زیر ماریا حاوی جواهراتی نبود. هنگامی که اجساد «کاملاً برهنه» شدند، آن‌ها را به اسید سولفوریک آغشته کردند تا غیرقابل شناسایی شوند.

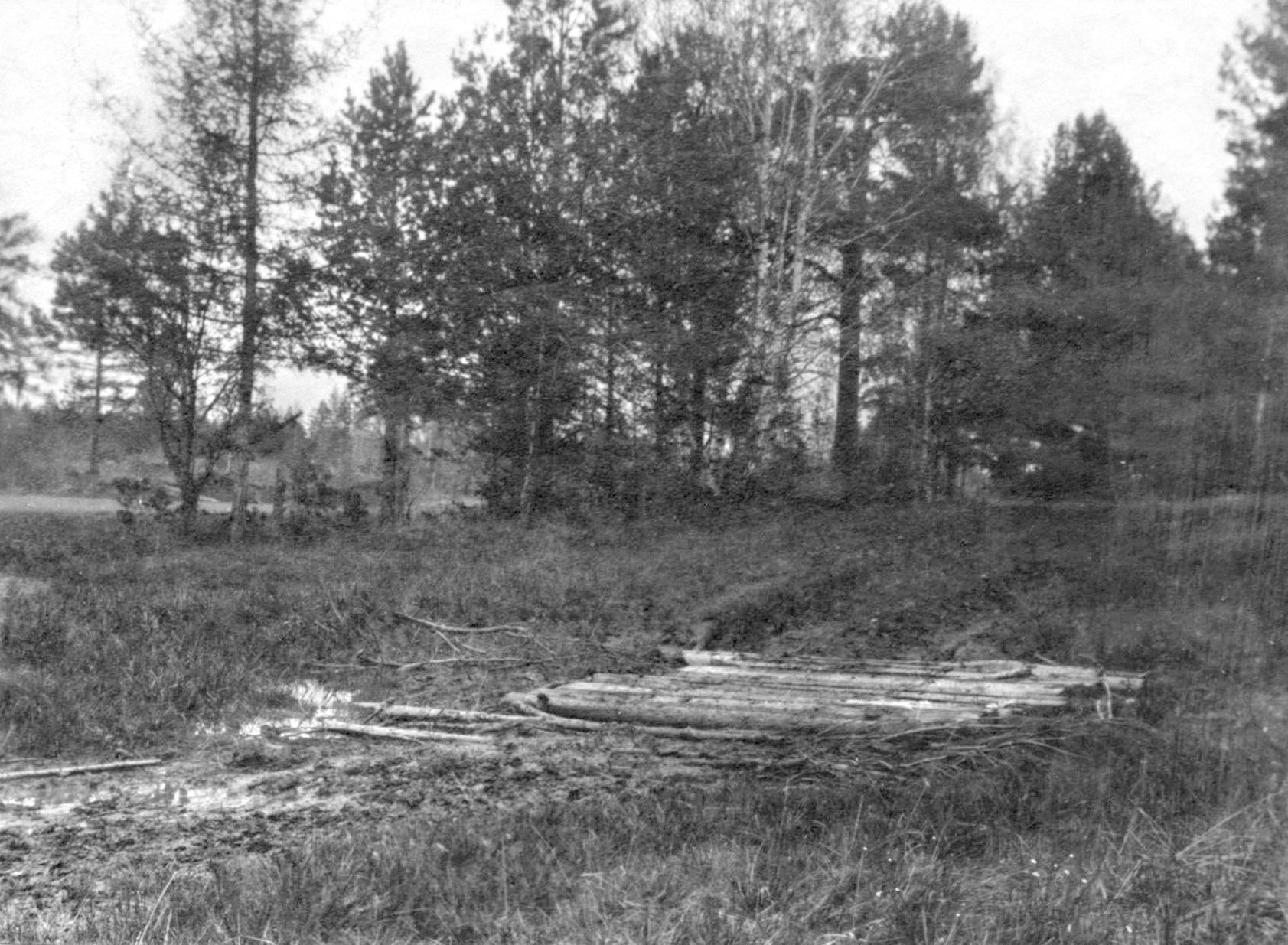
ریل‌بند راه‌آهن در جادهٔ Koptyaki در سال ۱۹۱۹. محققی به‌نام نیکولای سوکولوف این عکس را به‌عنوان مدرکی از محل گیر افتادن کامیون فیات در ساعت ۴:۳۰ صبح روز ۱۹ ژوئیه گرفت، غافل از این‌که این محل در واقع دومین محل دفن بود.

ابتدا جسد الکسی و سپس جسد تزار و سپس بقیه به داخل چاله‌ای پرتاب شد و دوباره از اسید سولفوریک برای حل کردن اجساد استفاده شد، صورت اجساد نیز با قنداق تفنگ خرد شده و با آهک پوشیده شد و دفن در ساعت ۶ صبح روز ۱۹ ژوئیه به پایان رسید.
یوروفسکی سپس، جسد تزارویچ الکسی و یکی از دختران را جدا کرد و آن‌ها را برای سردرگم کردن هر کسی که ممکن است گور دسته‌جمعی را با ۹ جسد کشف کند، به آتش کشید. او همچنین استخوان‌های باقی‌ماندهٔ آن‌ها را با بیل شکست و در محلی به فاصلهٔ ۱۵ متر از سایر اجساد، دفن کرد. ۴۴ قطعه استخوان کوچک از هر دوی این اجساد در اوت ۲۰۰۷ پیدا شد.

### تحقیقات سوکولوف
پس از سقوط یکاترینبورگ به‌دست ارتش سفید ضدکمونیست در ۲۵ ژوئیه، دریاسالار الکساندر کولچاک کمیسیون سوکولوف را برای تحقیق در مورد قتل‌ها در پایان همان ماه، تأسیس کرد. نیکولای سوکولوف، یک بازپرس قانونی برای دادگاه منطقه‌ای اومسک، برای انجام این کار منصوب شد. او در فوریهٔ ۱۹۱۹ با تعدادی از همراهان پیشین رومانوف، به‌ویژه پیر گیلیارد، الکساندرا تگلوا و سیدنی گیبس مصاحبه کرد.

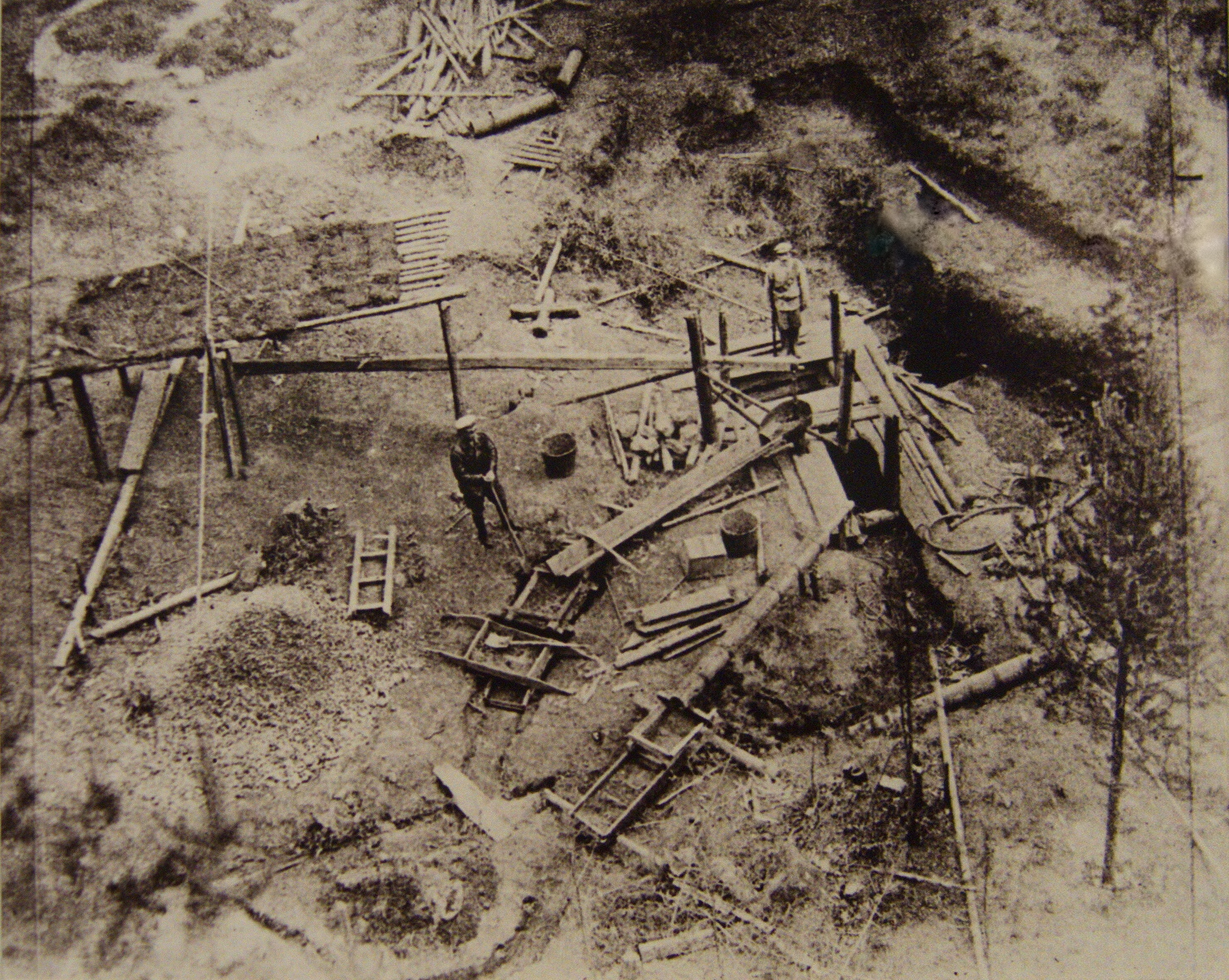
تحقیقات سوکولوف در معدن مجاور محل دفن در بهار ۱۹۱۹

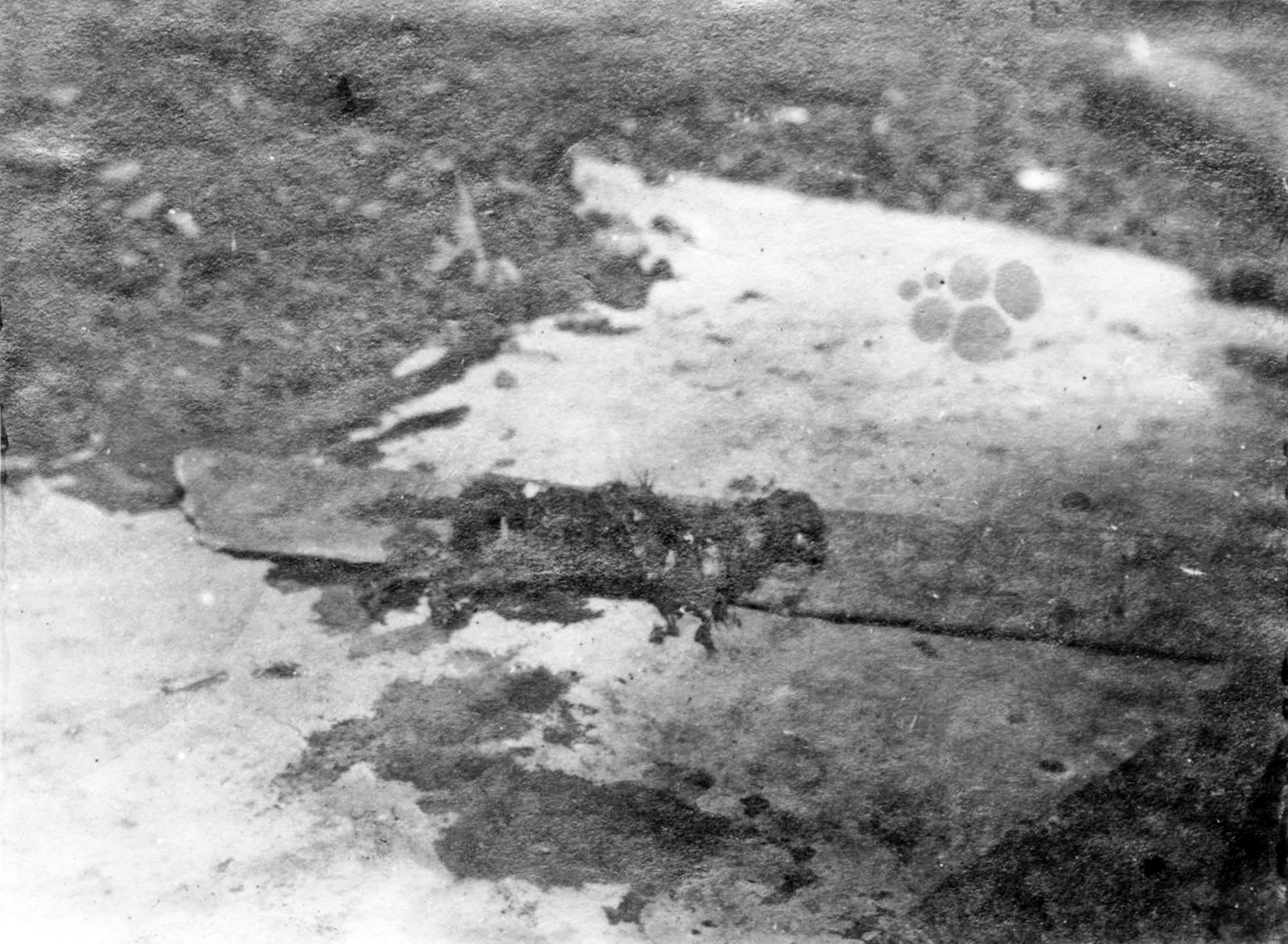
بقایای سگ خانوادهٔ رومانوف، «جیمی» توسط سوکولوف پیدا شد.

سوکولوف تعداد زیادی از اموال و اشیای قیمتی رومانوف‌ها را در معدن مجاور محل دفن، کشف کرد. در میان آن‌ها قطعات استخوان سوخته، چربی فشرده، دندان مصنوعی و عینک دکتر بوتکین، کرست، نشان‌ها و سگک کمربند، کفش، کلید، مروارید و الماس، چند گلولهٔ شلیک‌شده، و بخشی از انگشت بریده‌شدهٔ یک زن و جسد سگ رومانوف‌ها ''جیمی'' وجود داشت.
سوکولوف در نهایت نتوانست محل دقیق دفن را پیدا کند. بازگشت قریب‌الوقوع نیروهای بلشویک در ژوئیهٔ ۱۹۱۹ او را مجبور به خروج از منطقه کرده بود اما او جعبهٔ حاوی آثاری را که به‌دست آورده بود، همراه خود به فرانسه برد. سوکولوف هشت جلد از گزارش‌های عکاسی و شاهدان عینی را جمع‌آوری کرد. او پیش از این‌که بتواند تحقیقات خود را تکمیل کند در سال ۱۹۲۴ در فرانسه بر اثر سکته قلبی درگذشت. آن جعبه اکنون در کلیسای ارتدکس روسی سنت‌جوب در اوکل، بروکسل نگهداری می‌شود.

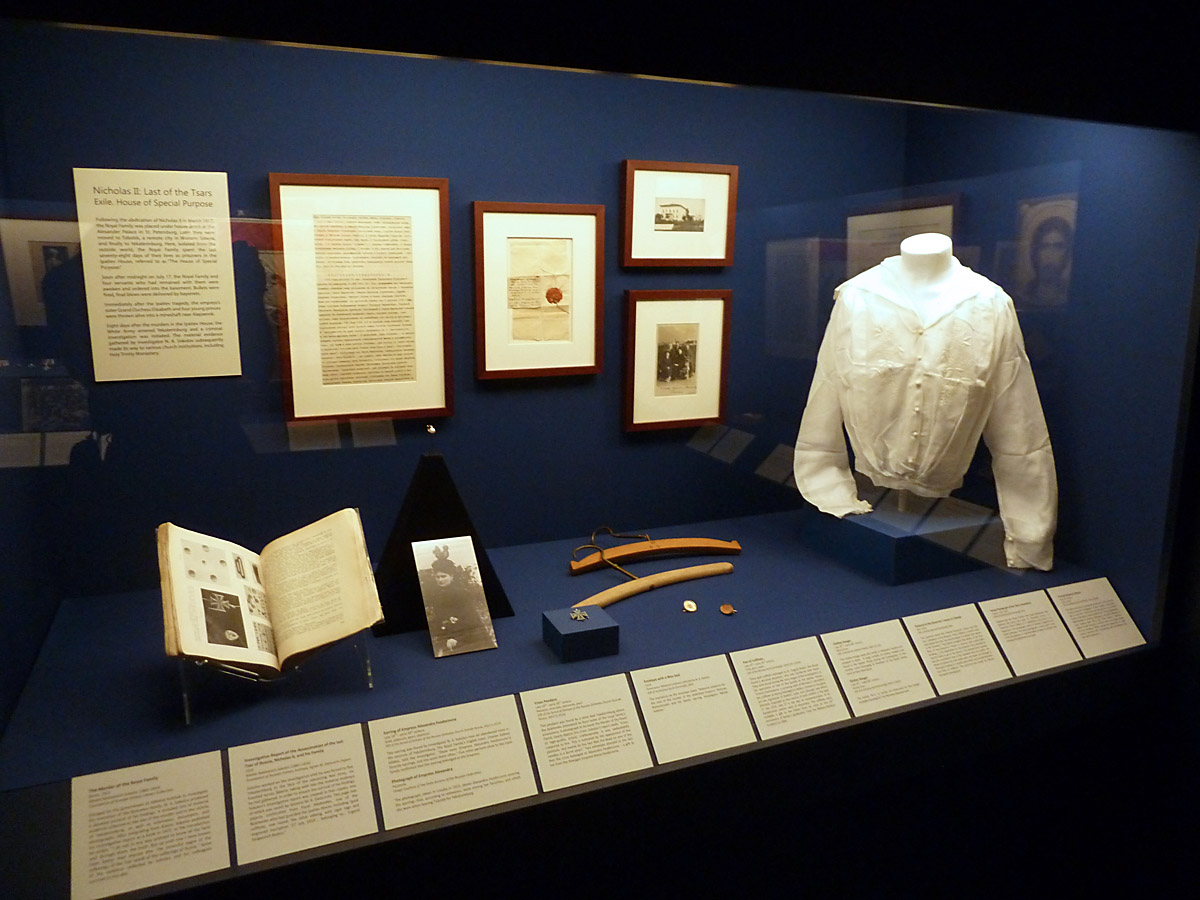
وسایل بازیابی‌شدهٔ رومانوف‌ها، به‌نمایش گذاشته‌شده در مدرسهٔ دینی تثلیث مقدس در جوردن‌ویل، نیویورک. لباس سمت راست، متعلق به یکی از دوشس‌ها است.

گزارش مقدماتی او در همان سال در کتابی به زبان فرانسوی و سپس روسی و در سال ۱۹۲۵ به زبان انگلیسی منتشر شد. تا سال ۱۹۸۹، این تنها روایت تاریخی پذیرفته‌شده از قتل‌ها بود. او به اشتباه به این نتیجه رسیده بود که زندانیان، بلافاصله بر اثر تیراندازی جان خود را از دست داده و اجساد، در آتش به‌کلی سوزانده و نابود شده‌اند. انتشار و پذیرش جهانی این تحقیقات، شوروی را بر آن داشت تا در سال ۱۹۲۶ کتابی مورد تأیید دولت را منتشر کند که تا حد زیادی آثار سوکولوف را سرقت ادبی کرد و اعتراف کرد که ملکه و فرزندانش به‌همراه تزار، به‌قتل رسیده‌اند.
دولت اتحاد جماهیر شوروی به تلاش برای کنترل گزارش قتل‌ها ادامه داد و انتشار گزارش سوکولوف ممنوع شد. دفتر سیاسی لئونید برژنف، خانه ایپاتیف را فاقد «اهمیت تاریخی کافی» دانست و در سپتامبر ۱۹۷۷ توسط یوری آندروپوف، رئیس وقت کاگ‌ب، کمتر از یک سال پیش از شصتمین سالگرد قتل‌ها تخریب شد. یلتسین در خاطرات خود می‌نویسد که «دیر یا زود ما شرمندهٔ این بربریت خواهیم بود». تخریب این خانه اما مانع بازدید زائران و پادشاهی‌خواهی از این مکان نشد.
کارآگاه آماتور محلی الکساندر آودونین و فیلمساز، گلی ریابوف، قبری کم‌عمق را در ۳۰ تا ۳۱ مه ۱۹۷۹ پس از سال‌ها تحقیق پنهان و مطالعهٔ شواهد اولیه، یافت. سه جمجمه از قبر خارج شد، اما پس از ناکامی در یافتن دانشمند و آزمایشگاهی برای کمک به بررسی آن‌ها، و نگرانی از عواقب یافتن قبر، آودونین و ریابوف آن‌ها را دوباره در تابستان ۱۹۸۰ دفن کردند. ریاست جمهوری میخائیل گورباچف دوران گلاسنوست (باز بودن) و پرسترویکا (اصلاحات) را به‌همراه داشت، که باعث شد ریابوف در ۱۰ آوریل ۱۹۸۹ قبر رومانوف‌ها را برای اخبار مسکو فاش کند، که این کار، باعث ناخشنودی آودونین شد. بقایای این اجساد، در سال ۱۹۹۱ توسط مقامات شوروی در یک «نبش قبر رسمی» عجولانه که محل را ویران کرد و شواهد گران‌بهایی را از بین برد، متلاشی شد. از آن‌جایی که هیچ لباسی روی اجساد وجود نداشت و صدمات وارده بسیار زیاد بود، بحث در مورد این‌که آیا بقایای اسکلتی که در سن پترزبورگ و منتسب به آناستازیا شناسایی و دفن شده بود، واقعاً مال او بود یا ماریا، ادامه داشت.
در ۲۹ ژوئیهٔ ۲۰۰۷، گروه آماتور دیگری از علاقه‌مندان محلی، گودال کوچکی را که حاوی بقایای الکسی و خواهرش بود، در محلی نه‌چندان دور از قبر اصلی، در جاده کوپتیاکی پیدا کردند. اگرچه محققان جنایی و متخصصان ژنتیک، آن‌ها را به‌عنوان الکسی و یکی از خواهرانش، ماریا یا آناستازیا، شناسایی کردند، اما همچنان در بایگانی ایالتی در انتظار تصمیم کلیسا بودند، که مستلزم بررسی دقیق‌تر بود.

## قاتلان

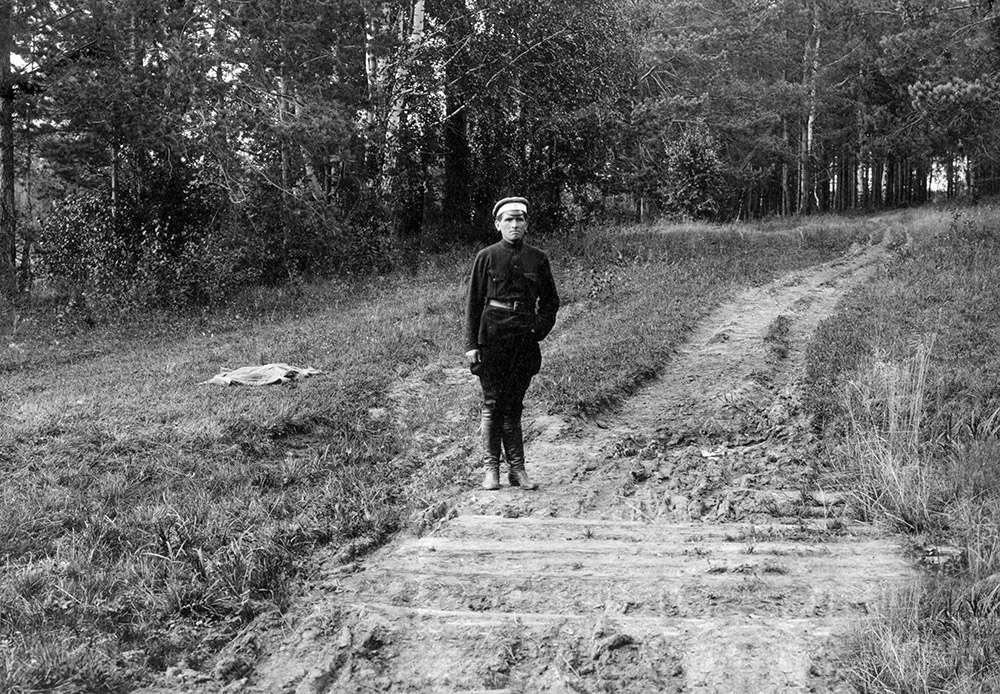
عکسی از سال ۱۹۲۰ که روی آن نوشته شده بود: «من روی قبر تزار ایستاده‌ام.» پیتر ارماکوف از جنگ داخلی، جان سالم به در برد. با این‌حال، او بر خلاف سایر قاتلان، هیچ جایزه یا پیشرفت و ارتقای سیاسی دریافت نکرد. او تا پایان عمر، برای ابراز نقش خود در قتل‌ها و همچنین در انقلاب، به‌منظور پیشرفت و ترفیع درجه، بی‌وقفه تلاش کرد. اعضای حزب کمونیست محلی هر ساله در سالگرد قتل‌ها به سنگ قبر او ادای احترام می‌کنند، هرچند که در چند مورد نیز، تخریب شده‌است.

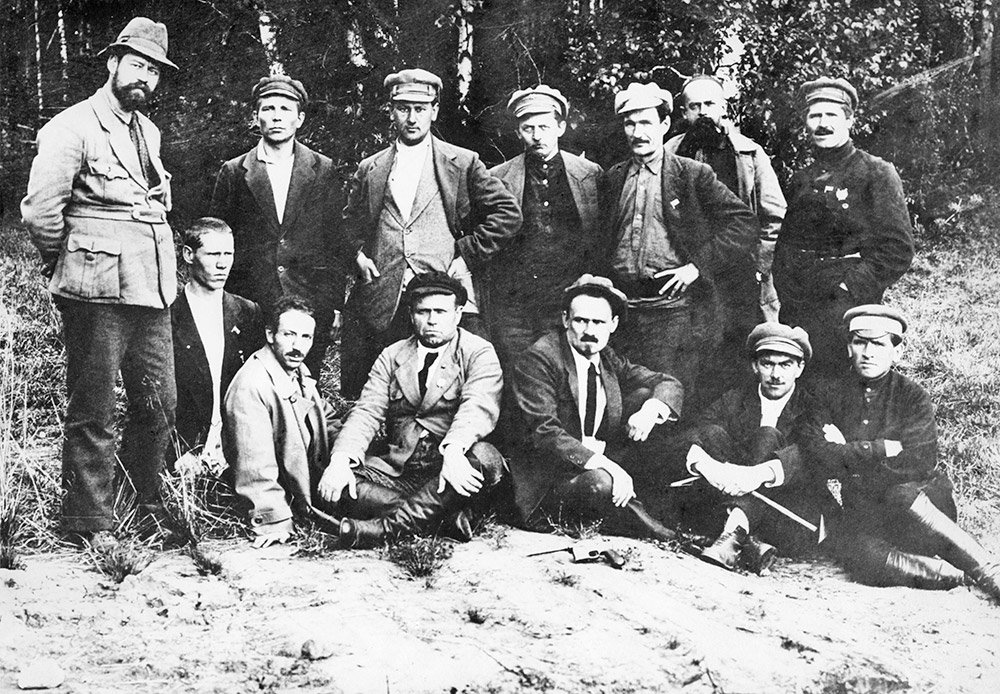
عکس یادگاری بلشویک‌های اورال، دخیل در قتل رومانوف‌ها در محل دفن اجساد (۱۹۲۴)

ایوان پلوتنیکوف، استاد تاریخ در دانشگاه دولتی ماکسیم گورکی اورال، ثابت کرده‌است که اعدام‌کنندگان، یاکوف یوروفسکی، گریگوری پی‌نیکولین، میخائیل آ. مدودف (کوپرین)، پیتر ارماکوف، استپان واگانوف، الکسی جی. کابانوف بوده‌اند. پیوتر وویکوف مسئول امحا اجساد و شاهد ماجرا بود، اما بعداً ادعا کرد که در قتل‌ها شرکت داشته‌است و اموال یکی از دختران مرده را غارت کرده‌است. پس از این قتل، او قرار بود اعلام کند که «جهان هرگز نخواهد فهمید که ما با آن‌ها چه کردیم.» ویکوف در سال ۱۹۲۴ به‌عنوان سفیر شوروی در لهستان منصوب شد و در ژوئیهٔ ۱۹۲۷ توسط یک پادشاهی‌خواه روس، ترور شد.
مردانی که مستقیماً در قتل خانوادهٔ امپراتوری نقش داشتند، تا حد زیادی در ماه‌های بلافاصله پس از قتل جان سالم به در بردند. استپان واگانوف، همکار نزدیک ارماکوف، در اواخر سال ۱۹۱۸ به‌دلیل مشارکت در اقدامات خشن و سرکوب وحشیانهٔ مردم محلی، توسط دهقانان مورد حمله قرار گرفت و کشته شد. پاول مدودف، رئیس محافظان خانهٔ ایپاتیف و یکی از چهره‌های کلیدی در قتل‌ها، در فوریهٔ ۱۹۱۹ توسط ارتش سفید در پرم دستگیر شد. وی در بازجویی خود منکر مشارکت در قتل شد و در زندان بر اثر بیماری تیفوس درگذشت. الکساندر بلوبورودوف و معاونش، بوریس دیدکوفسکی، هر دو در سال ۱۹۳۸ در جریان پاکسازی بزرگ کشته شدند. فیلیپ گولوشچیوکین در اکتبر ۱۹۴۱ در زندان NKVD به‌ضرب گلوله کشته شد و در قبری بی‌نام و نشان دفن شد.
سه روز پس از قتل، یوروفسکی شخصاً در مورد وقایع آن شب به لنین گزارش داد و در یک قرار ملاقات در شهر مسکو پاداش گرفت. او چندین پست کلیدی اقتصادی و حزبی داشت و در سال ۱۹۳۸ در بیمارستان کرملین در سن ۶۰ سالگی درگذشت. او قبل از مرگ، اسلحه‌هایی را که در قتل‌ها استفاده کرده بود را به موزهٔ انقلاب در مسکو اهدا کرد،
لنین از خبر مرگ دوشس اعظم الیزابت که به‌همراه پنج رومانوف دیگر در ۱۸ ژوئیهٔ ۱۹۱۸ در آلاپیوسک به‌قتل رسید، استقبال کرد.

## پیامدها

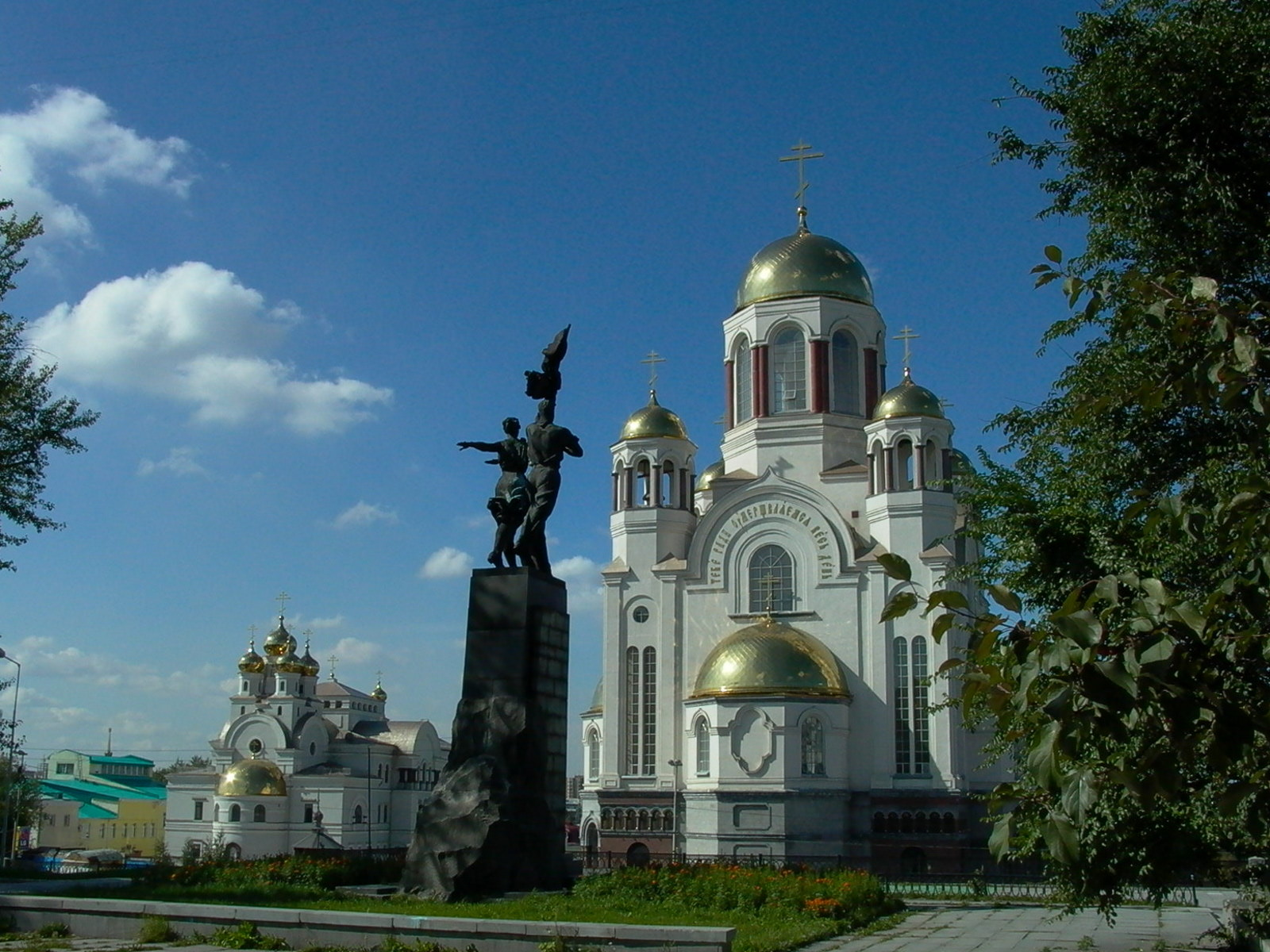
کلیسای همه مقدسین که در محل خانهٔ ایپاتیف ساخته شده‌است.

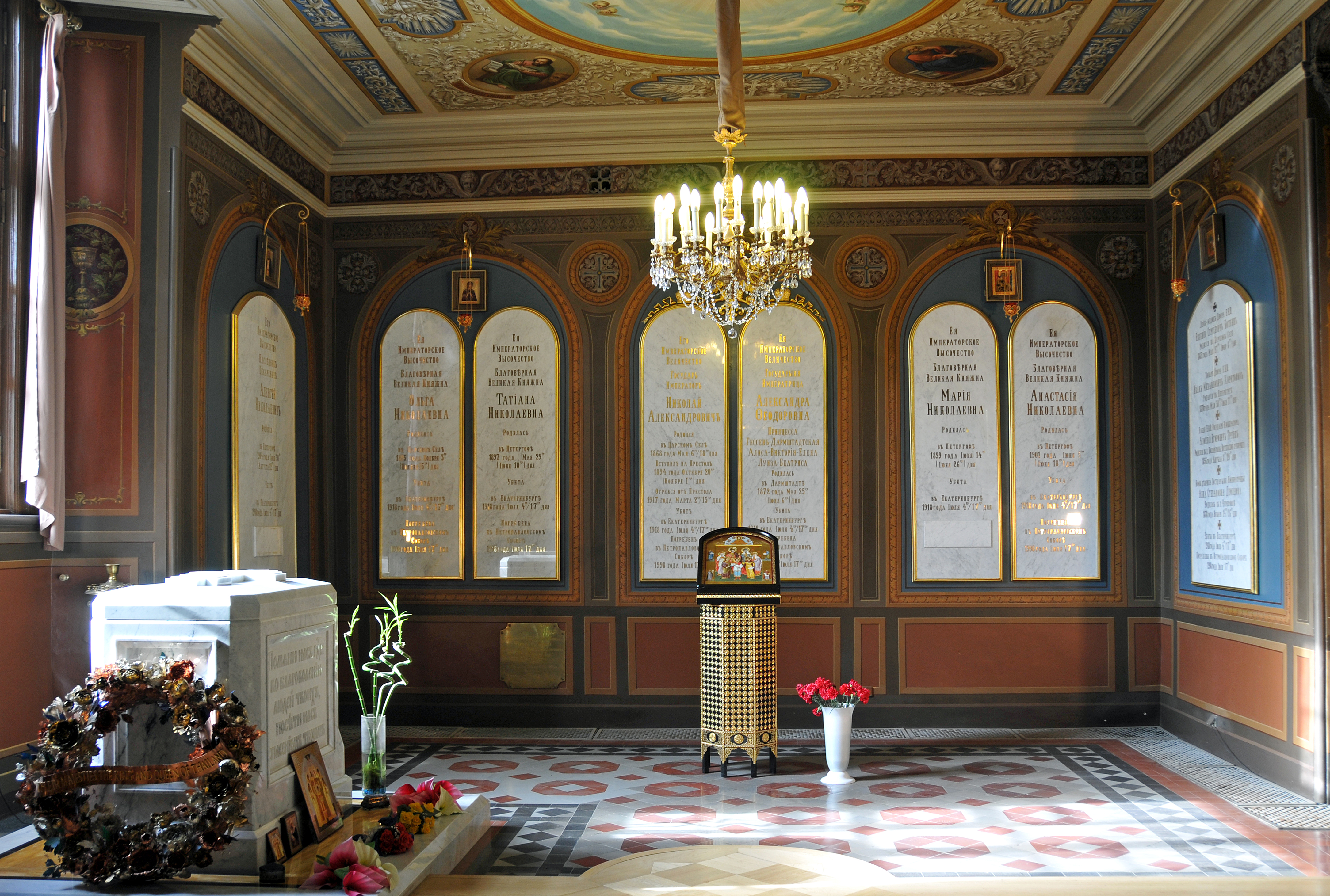
آرامگاه رومانوف‌ها و همراهان در کلیسای سنت کاترین در کلیسای جامع پیتر و پل

در طول ۸۴ روز پس از قتل‌های یکاترینبورگ، ۲۷ تن از دوستان و بستگان دیگر امپراتور (۱۴ رومانوف و ۱۳ نفر از همراهان و خانوادهٔ امپراتوری) توسط بلشویک‌ها به‌قتل رسیدند. برخلاف خانوادهٔ امپراتوری، اجساد آن‌ها در آلاپایفسک و پرم توسط ارتش سفید به ترتیب در اکتبر ۱۹۱۸ و مه ۱۹۱۹ کشف شد.
اگرچه گزارش‌های رسمی شوروی، مسئولیت این تصمیم را برعهدهٔ شورای اورال قرار می‌دهد، اما بنا بر گزارش‌ها، نوشته‌ای در دفتر خاطرات لئون تروتسکی نشان می‌دهد که این دستور، توسط خود لنین صادر شده‌است. با این‌حال، هیچ مدرک قاطعی مبنی بر این‌که لنین یا اسوردلوف دستور اعدام‌ها را داده‌اند وجود ندارد. سولویلوف، رهبر کمیته تحقیقات روسیه در تحقیقات سال ۱۹۹۳ در مورد قتل خانوادهٔ رومانوف، به این نتیجه رسیده‌است که هیچ سند قابل اعتمادی در مورد مسئول اصلی انجام قتل‌ها وجود ندارد.
در طول سال‌ها، تعدادی از مردم ادعا کردند که بازماندگان این خانواده هستند. در ماه مه ۱۹۷۹، بقایای بیشتر اعضای خانواده و همراهان، توسط علاقه‌مندان پیدا شد که این کشف را تا زمان فروپاشی اتحاد جماهیر شوروی مخفی نگه داشتند. در ژوئیهٔ ۱۹۹۱، اجساد پنج عضو خانواده (تزار، تزارینا و سه تن از دخترانشان) از قبر خارج شد. پس از بررسی پزشکی قانونی و شناسایی و تأیید دی‌ان‌ای، اجساد با احترام دولتی در کلیسای سنت کاترین کلیسای جامع پتر و پل در سن پترزبورگ، که اکثر پادشاهان روسیه از زمان پتر یکم در آن مدفون هستند، آرام گرفتند. بوریس یلتسین و همسرش همراه با بستگان رومانوف از جمله شاهزاده مایکل کنت در مراسم تشییع جنازه شرکت کردند. شورای مقدس با تصمیم دولت در فوریهٔ ۱۹۹۸ برای دفن بقایای اجساد در قلعهٔ پتر و پل مخالفت کرد و یک قبر «نمادین» را ترجیح داد تا صحت هویت اجساد، مشخص شود. در نتیجه، هنگامی که آن‌ها در ژوئیهٔ ۱۹۹۸ به‌خاک سپرده شدند، توسط کشیشی که مراسم را برگزار می‌کرد، به‌جای خانوادهٔ امپراتوری، آن‌ها را «قربانیان مسیحی انقلاب» نامیدند. پاتریارک الکسی دوم، که احساس می‌کرد کلیسا در تحقیقات، به حاشیه رانده شده‌است، از انجام مراسم خاک‌سپاری خودداری کرد و اسقف‌ها را از شرکت در مراسم تشییع، منع کرد. رئیس‌جمهور روسیه، بوریس یلتسین، قتل خانوادهٔ سلطنتی را یکی از شرم‌آورترین فصول تاریخ روسیه توصیف کرد.
دو جسد باقی‌مانده از الکسی و یکی از خواهرانش که به‌عقیدهٔ محققان روسی، ماریا و به‌نظر آمریکایی‌ها آناستازیا هستند، در سال ۲۰۰۷ کشف شدند.
در ۱۵ اوت ۲۰۰۰، کلیسای ارتدکس روسیه اعلام کرد که به‌دلیل «تواضع، صبر و فروتنی» اعضای این خانواده، آن‌ها را به‌عنوان یکی از خانواده‌های قدیس اعلام کرد. با این‌حال، به‌دلیل اختلاف‌نظرهای پیش از این موضوع، اسقف‌ها، رومانوف‌ها را به‌عنوان شهید معرفی نکردند، بلکه در عوض، آن‌ها را حاملان شور و اشتیاق معرفی کردند.
در طول سال‌های ۲۰۰۰ تا ۲۰۰۳، کلیسای تمام مقدسین، یکاترینبورگ در محل خانهٔ ایپاتیف ساخته شد.
در ۱ اکتبر ۲۰۰۸، دادگاه عالی فدراسیون روسیه حکم داد که نیکلای دوم و خانواده‌اش قربانی سرکوب سیاسی هستند و از آن‌ها اعاده حیثیت کرد. این اعادهٔ حیثیت، توسط حزب کمونیست فدراسیون روسیه محکوم شد و قول داده شد که این تصمیم، «دیر یا زود اصلاح خواهد شد».
در روز پنجشنبه، ۲۶ اوت ۲۰۱۰، یک دادگاه روسی به دادستان‌ها دستور داد تا تحقیقات در رابطه با پروندهٔ قتل تزار نیکلای دوم و خانواده‌اش را بازگشایی کنند. واحد اصلی تحقیقات دادستان کل روسیه اعلام کرد که به‌طور رسمی تحقیقات جنایی در مورد قتل نیکلای را به‌دلیل گذشت زمان زیادی از جنایت و به، دلیل این‌که عاملان آن، مرده بودند، بسته‌است. با این وجود، دادگاه باسمانی مسکو دستور بازگشایی پرونده را صادر کرد.
در اواخر سال ۲۰۱۵، با اصرار کلیسای ارتدکس روسیه، بازرسان روسی اجساد نیکلای دوم و همسرش الکساندرا را برای آزمایش مجدد دی‌ان‌ای، نبش قبر کردند، که تأیید شد، استخوان‌ها متعلق به این زوج است.
یک نظرسنجی انجام‌شده توسط مرکز تحقیقات افکار عمومی روسیه در ۱۱ ژوئیهٔ ۲۰۱۸ نشان داد که ۵۷ درصد از روس‌ها، معتقدند که اعدام خانوادهٔ سلطنتی، یک جنایت شنیع غیرقابل توجیه است و ۲۹٪ از پرسش‌شوندگان عقیده دارند که «
آخرین امپراتور روسیه، بهای بسیار بالایی برای اشتباهاتش پراخت کرده‌است». ۴۶ درصد از افرادی که بین ۱۸ تا ۲۴ سال سن دارند، معتقدند که نیکلای دوم باید به خاطر اشتباهاتش مجازات می‌شد. تنها ۳ درصد از روس‌ها «مطمئن بودند که اعدام خانوادهٔ سلطنتی، انتقام عادلانهٔ مردم، برای جبران اشتباهات امپراتور بود» در صدمین سالگرد این قتل‌ها، بیش از ۱۰۰٬۰۰۰ نفر در یک راهپیمایی به رهبری کیریل یکم در یکاترینبورگ شرکت کردند و از مرکز شهر که رومانوف‌ها در آن‌جا کشته شدند به سمت صومعه‌ای در گانینا یاما حرکت کردند. در آستانهٔ صدمین سالگرد اعدام رومانوف‌ها، دولت روسیه اعلام کرد که کاوش‌های جدید دولتی، بار دیگر تأیید کرده‌است که اجساد، متعلق به رومانوف‌ها هستند. دولت اما از برگزاری یک مراسم یادبود، خودداری کرد، زیرا رئیس‌جمهور ولادیمیر پوتین نیکلای دوم را حاکمی ضعیف می‌داند.